# Hans Knipp

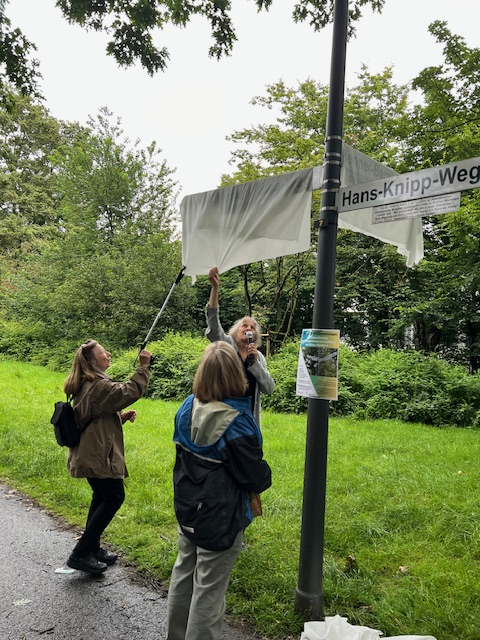
Einweihung des Hans-Knipp-Wegs im Toni-Steingass-Park in Köln-Nippes durch die Bezirksbürgermeisterin Dr. Diana Siebert am 3. Juli 2024

Hans Rudolf Knipp (* 10. Mai 1946 in Köln-Mülheim; † 2. Dezember 2011 in Altenkirchen) war ein deutscher Komponist und Textdichter in Kölner Mundart. Er schrieb unter anderem mehr als 150 Titel für die Bläck Fööss, darunter Mer losse d’r Dom en Kölle, und Evergreens wie Mir schenke dä Ahl e paar Blömcher und Ene Besuch em Zoo.

## Leben
Knipp, der in Köln-Mauenheim aufwuchs, war Schüler des Kölner Humboldt-Gymnasiums, das er 1963 ohne Schulabschluss verließ. Er begann dann zunächst eine Lehre als Großhandelskaufmann und später als Werbefotograf. Beide Ausbildungen brach er nach jeweils zwei Jahren ab. In der Folgezeit nahm er Jobs als Auslieferungsfahrer und Lagerarbeiter an.
Zur selben Zeit begann er, in seiner Freizeit Lieder zu schreiben. Als Grundlage diente ihm ein halbjähriger Gitarrenunterricht, den er noch zu Schulzeiten absolviert hatte. Die fertigen Lieder nahm er mit einem Kassettenrekorder auf, wobei er seinen Gesang mit der Gitarre begleitete. Die Aufnahmen bot er in den folgenden Jahren verschiedenen Musikverlagen und Plattenfirmen an. 1968 gelang ihm erstmals ein erfolgreicher Vertragsabschluss mit dem Titel Mir schenken dä Ahl e paar Blömcher. Ab 1972 arbeitete er freiberuflich als Texter und Komponist.
Knipp, der mit seinen Kompositionen nicht reich wurde, lebte zuletzt in Altenkirchen im Westerwald. Dort starb er im Dezember 2011 an Herzversagen. Er wurde im Ruhewald bei Steimel beigesetzt.

## Künstlerisches Werk

### Zusammenarbeit mit den Bläck Fööss
Zum Hauptabnehmer seiner Kompositionen über das kölsche Milieu, die rheinische Mentalität und mit Blick hinter die Kulissen des kleinbürgerlichen Alltags wurde mit über 150 Titeln die Kölner Mundartgruppe Bläck Fööss, zu der erstmals 1970 ein Kontakt über Hartmut Priess entstand, als diese noch unbekannt war. Auch sie kam 1971 zum Cornet-Label, nachdem ihre erste Single bei Electrola erfolglos geblieben war.
Seine erste Komposition für die Gruppe, Mir drinken us einer Fläsch, wurde die A-Seite ihrer 1971 erschienenen zweiten Single. Knipp verfasste mit Mer losse d’r Dom en Kölle im Jahr 1973 eine der Hymnen des kölschen Karnevals. Ursprünglich als Kritik an der Sanierungspolitik der Stadt Köln gedacht, wird das Stück häufig auch als Hommage an den Kölner Dom interpretiert. In Lange Samstag en d’r City aus dem Jahr 1977 singt die Gruppe über das Erlebnis eines „langen Samstags“ mit Kleinkindern. Bei seinen Titeln für die Bläck Fööss ließ er sich weiterhin von der künstlerischen Vielfalt dieser Band leiten, beispielsweise Buuredanz, Mer bruche keiner, Ming eetste Fründin, Unsere Stammbaum und Wasser vun Kölle.

### Weitere Erfolge
Für Fips Asmussen verfasste er 1976 die Parodie Ein Korn im Feldbett (auf den Schlager Ein Bett im Kornfeld). Auch für die Paveier schrieb Knipp Songs (Doktor, Doktor und Heut brennt mein Iglu, 1986; Buenos Dias Matthias, 1987). Die Kolibris übernahmen 1991 sein Wenn die Jecke widder trecke. Sein größter hochdeutscher Erfolg war der Text der Titelmelodie Wartesaal der Träume aus der ZDF-Fernsehserie Die Weltings vom Hauptbahnhof in der Interpretation der Höhner, die ab April 1994 ausgestrahlt wurde.

## Statistik und Auszeichnungen
Insgesamt hat Knipp über 870 Titel für bekannte Kölner Interpreten und viele andere Größen des Kölner Karnevals geschrieben. Er wurde u. a. 1986 mit der „Willi-Ostermann-Medaille in Gold“ ausgezeichnet. 1998 erhielt er den KölnLiteraturPreis. Die Kreissparkasse Köln gab 1991 und 2005 in ihrer Reihe Kölsche Evergreens jeweils eine CD nur mit Liedern von und teilweise mit Hans Knipp heraus.
Kölns Oberbürgermeister Jürgen Roters würdigte ihn in einem Kondolenzbrief: „Hans Knipp hat seit den 70er Jahren rund 870 Lieder geschrieben. Dies ist eine großartige Lebensleistung und diese Lieder waren noch mehr: sie sind die Verkörperung der Kölschen Siel, der Identität und des spezifischen Kölschen Gefühls. (…) Mit seinen Texten hat er Stadtgeschichten geschrieben, die die Kölner tief ins Herz treffen.“
2020 wurde zunächst beschlossen, das Plätzchen gegenüber der Kirche St. Quirinus in Köln-Mauenheim als Hans-Knipp-Platz zu benennen. Da dieser Beschluss nicht umgesetzt werden konnte, wurde ein Jahr später stattdessen ein Weg im Nippeser Toni-Steingass-Park als Hans-Knipp-Weg benannt.